# Occagnes
Occagnes (ɔ.kaɲⓘ) es una población y comuna francesa, situada en la región de Baja Normandía, departamento de Orne, en el distrito de Argentan y cantón de Argentan-Ouest.

## Demografía
| 360 | 382 | 452 | 496 | 540 | 532 |
| Para los censos de 1962 a 1999 la población legal corresponde a la población sin duplicidades (Fuente: INSEE [Consultar]) |     |     |     |     |     |